# Abricta
Abricta  (лат.) — род певчих цикад из семейства Cicadidae (Auchenorrhyncha).

## Распространение
Маврикий. Ранее включал ещё несколько видов из других регионов: Реюньон, Индия, Молуккские острова, Новая Каледония, Австралия.

## Описание
Род был впервые выделен в 1866 году шведским энтомологом Карлом Столем (Stål, 1833—1878).
Из 15 австралийских и других видов, ранее включавшихся в этот род теперь здесь оставлены только два вида, а остальные переведены в другие роды, в том числе Aleeta (1 вид, Aleeta curvicosta), Adelia (Adelia borealis), Tamasa (Tamasa burgessi), Diemeniana (Diemeniana cincta), Pictila (Pictila occidentalis) и Tryella.
- Abricta brunnea
- Abricta ferruginosa